# Œuf poché
L'œuf poché est un œuf cuit entier, sans sa coquille, dans un liquide frémissant : eau, vin, bouillon, consommé, et lait. Il est à la base de nombreuses recettes, servi avec des sauces diverses ou utilisé comme garniture de soupes, de salades, etc.

## Dénomination

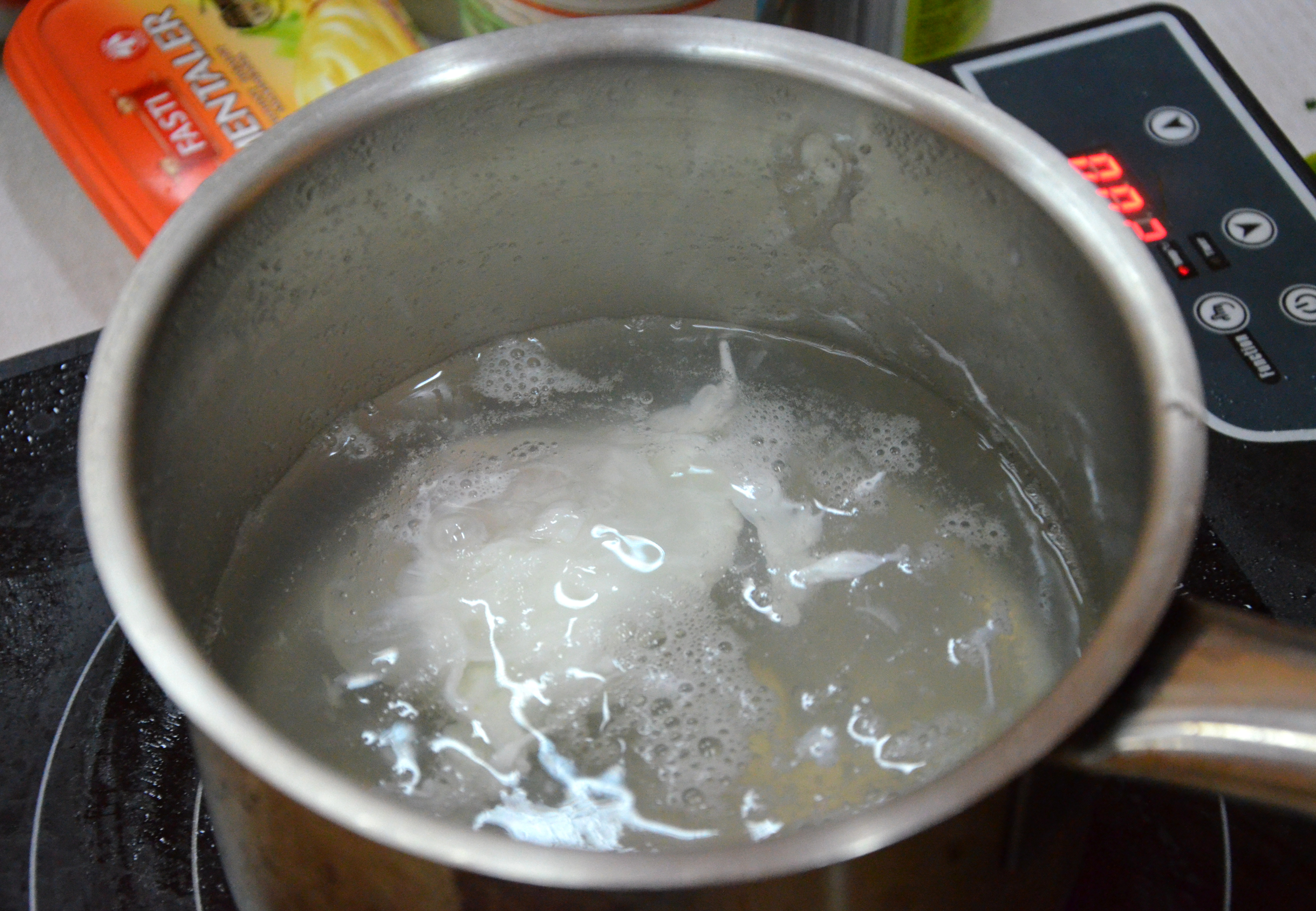
Pochage d'un œuf à l'eau frémissante.

L'étymologie est incertaine. Auguste Schele (1862) écrit : « Quant au verbe pocher, on n'est pas d'accord sur son origine, en ce qui concerne les expressions pocher des œufs, et yeux pochés. On a mis en avant, les uns l'allemand pochen frapper, d'autres le verbe dialectal paucher qui vient de pollex, -icis, et qui signifie presser du pouce. Je suis d'un autre avis; selon moi, pocher des œufs, c'est les apprêter de manière à laisser au jaune sa forme arrondie et rebombée. Le mot se rapporte à la valeur foncière de poche: chose enflée. L'œil poché est une expression populaire reposant sur une ressemblance de son et de fait avec un œuf poché». Le blanc enveloppe le jaune comme dans une poche.
Le français pocher, pochage qui décrit une technique de cuisson donne l'anglais poached egg et sa translitération japonaise ポーチドエッグ (pōchido eggu), l'allemand Pochiertes Ei, l'espagnol huevo escalfado o pochado, le russe Яйцо-пашот (yaytso-pashot), l'arabe بيض بوشيه (bid bushih). En revanche, certaines langues sont descriptives du résultat: l'italien uovo in camicia œuf en chemise, le chinois 荷包蛋 (Hébāo dàn) œuf en bourse. Plus poétique l'indonésien Telur apung œuf flottant, le javanais Endhog ceplok œuf tombé, le bulgare Яйца по панагюрски (Yaĭtsa po panagyurski) Œuf Panagurski aurait pour origine la ville de Panagyurichté où on sert les œufs pochés avec yaourt, paprika et ail écrasé.
À Vienne et souvent en allemand on dit Ein verlorenes Ei: un œuf perdu car il disparait dans les bouillons de l'eau de cuisson. Œuf perdu (œufs perdus) a plusieurs sens en français dont celui d'œuf poché, par exemple les œufs perdus à l'ail de Marianne Kaltenbach (1983) sont des œufs pochés dans la version française de Gut gekocht für meine Gäste. On lit dans les traductions de Dioscoride : « Des œufs qu’on cuit hors la coque les meilleurs sont ceux qu'on jette entiers dans l'eau bouillante en Italie. En français parce qu'ils s'épandent par l'eau on les appelle œufs perdus ». Ce sont aussi les œufs cuits à la braise dans leur coquille, des œufs proches des œufs Orsini, ou encore une sorte de pain perdu,,.

## Histoire
Cette section ne s'appuie pas, ou pas assez, sur des sources secondaires ou tertiaires indépendantes du sujet. Le texte peut contenir des analyses inexactes ou inédites de sources primaires.
Pour l'améliorer, ajoutez-en, ou placez des modèles {{Source secondaire souhaitée}} ou {{Source secondaire nécessaire}} sur les passages mal sourcés. (mars 2025)

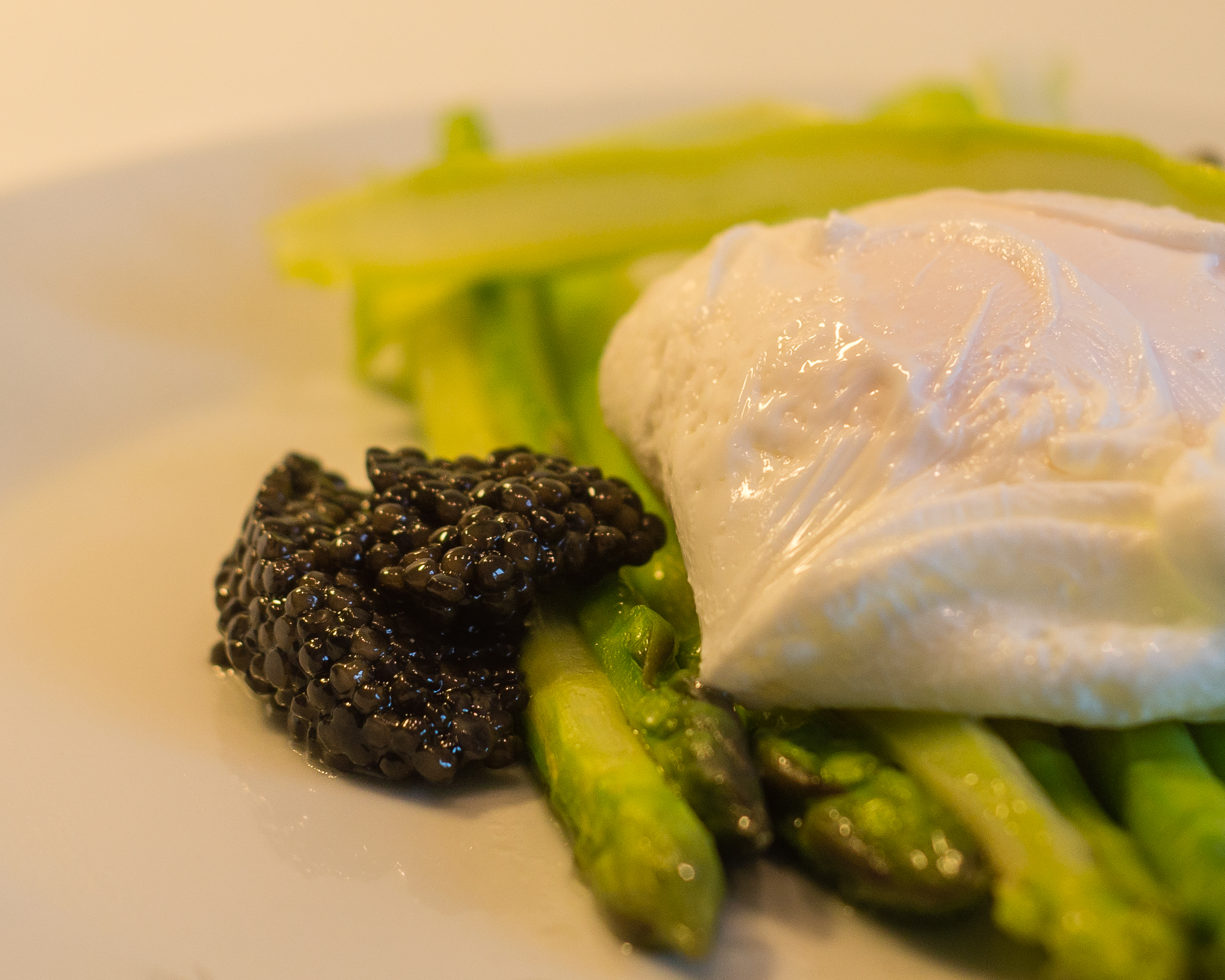
Œuf poché avec asperges et caviar.

La première recette d'oeuf poché apparaît au XIIIe siècle dans le recueil de Ibn Razin Al Tuyubi dans son recueil fadalat alkhawan fi tayibat altaeam wauiluan: surat min fani altabkh fi auindils walmaghrib, Délices et bonté des aliments et des couleurs.
Le Ménagier de Paris (vers 1390) distingue les œufs pochés en eau des œufs pochés en huile et donne des sauces pour les œufs pochés. Pierre de Lune (1665) donne un Potage d'œufs pochés avec fromage de Milan (un bouillon aux herbes avec œufs pochés gratinés au fromage). En 1722, François Massialot dans son Nouveau cuisinier royal emploie toujours l'expression œufs pochés à l'eau, qu'il accommode au beurre lié, sauce Robert, il donne aussi des œufs pochés au sucre. Ses œufs pochés au concombre (concombre dégorgé, revenu dans un bouillon de poisson) sont pochés dans du beurre. En 1749, Menon utilise des œufs pochés à l'eau pour ses œufs frais pochés à la chapelure (avec une petite sauce légère dessus, un jus de citron, saupoudrés de chapelure).

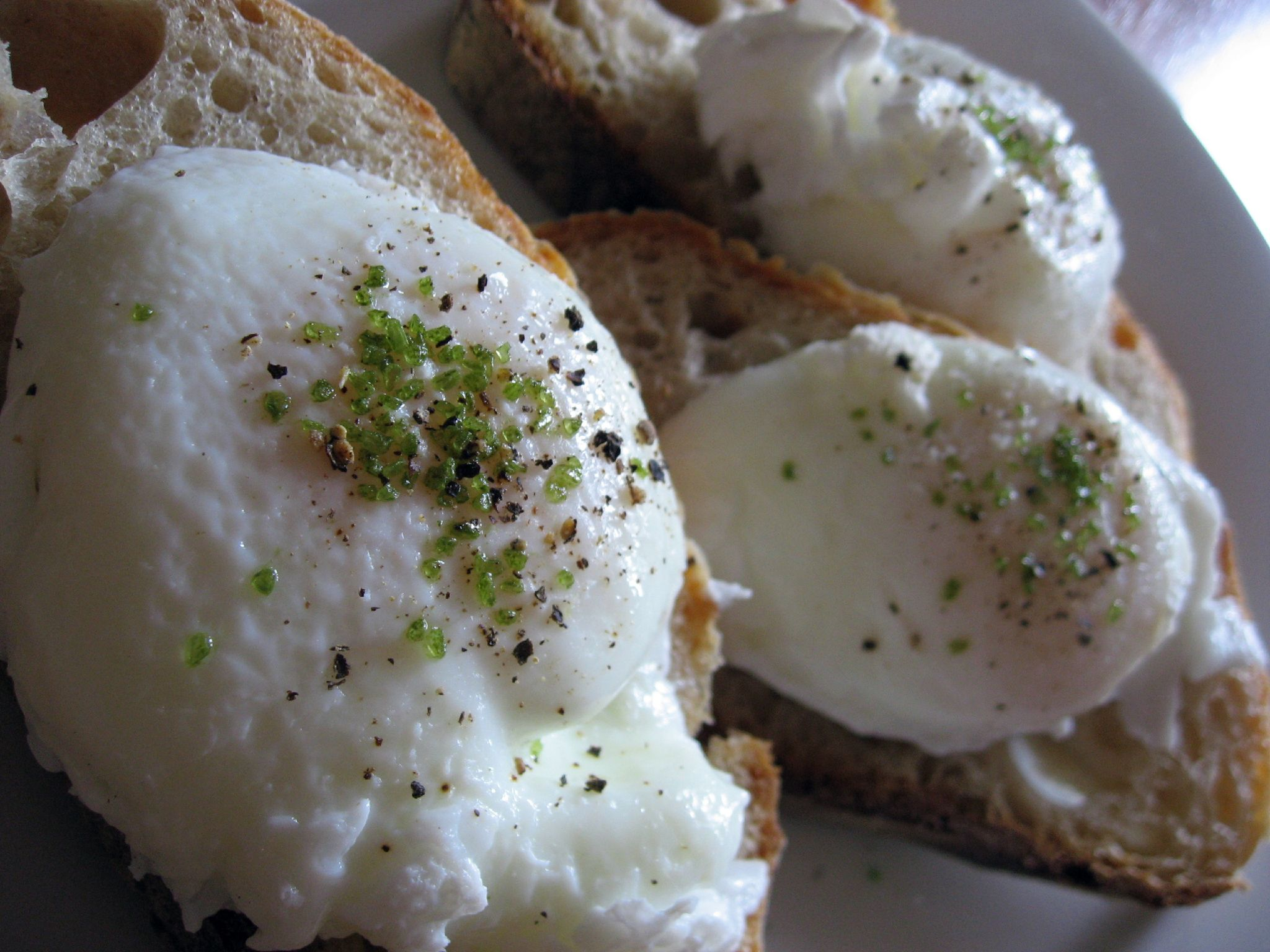
Œufs pochés.

C'est à partir de 1740 que l'œuf poché (le plus souvent au pluriel) prend place dans la littérature numérisée française (1720 pour l'anglaise),. Ils apparaissent dans les dictionnaires : « Œufs pochés. Ce sont ceux que l'on fait cuire sans les brouiller, et sans écraser le jaune. On poche les œufs, en les jetant dans l'eau bouillante, ou dans le vin, ou dans le beurre noir » et aussi sucrés « Œufs à la crème. On les fait pocher puis on les met cuire dans du beurre; puis on y joint pour sauce de la crème douce, avec un peu de sel et de sucre » (Noël Chomel - 1740). Œufs pochés à la sauce d'anchois chez La Chesnaye des Bois (1750). En 1790, Jourdan Le Cointe donne de nombreuses variantes : aux asperges « et légumes que l'on veut », céleri, cardes, chicorée, truffes et déjà au foie gras,. C'est  Archambault (1821) qui donne la première méthode pour les cuire (utiliser des œufs frais, eau vinaigrée et salée, resserrer le blanc à la cuillère, ne pas trop cuire, rafraichir et parer au couteau, lisser au pinceau).
Carême (1822) maintient les recettes en place d'œufs pochés avec purées de légumes en garniture: à la purée de navets, d'haricots à la crème, de lentilles, d'haricots rouges, de marrons, de cardes, de céleri, de pois, d'oseille, aux épinards, à la chicorée. Urbain Dubois y ajoute les œufs pochés en sauce (« On peut les saucer complétèrent avec une sauce suprême ou une sauce au curry, ou une maître-d'hôtel liée ») et rappelle le rôle de garniture du consommé,.
C'est Escoffier qui donne la codification extensive : cuisson des œufs poché au moule (dans le Consommé à la  Bourbon), garniture de nombreux potages Brunoise à la Colbert, Consommé à la Colombîne aux œufs de pigeon pochés, Consommé Dame-Blanche (amandes, blanc de volaille et d'œuf poché, Aïgo boulido aux œufs pochés. Il écrit que « les œufs à pocher doivent être choisis parmi les plus petits, et d’une fraîcheur absolue ; condition formelle pour obtenir un pochage régulier ». Il liste les sauces de nappage: sauce bourguignonne, Polignac (moulés, truffes, beurre maître d’hôtel), Sauce Suprême, au jus de veau réduit, sur tartelettes avec purée de saumon, à la Royale (chauds avec purée de champignons), Alexandra (en chaud-froid avec caviar), Andalouse (sauce tomate oignon), Maupassant (sauce matelote rouge en chaud-froid). Rosîta (purée de sole et de corail de homard)...

## Préparation

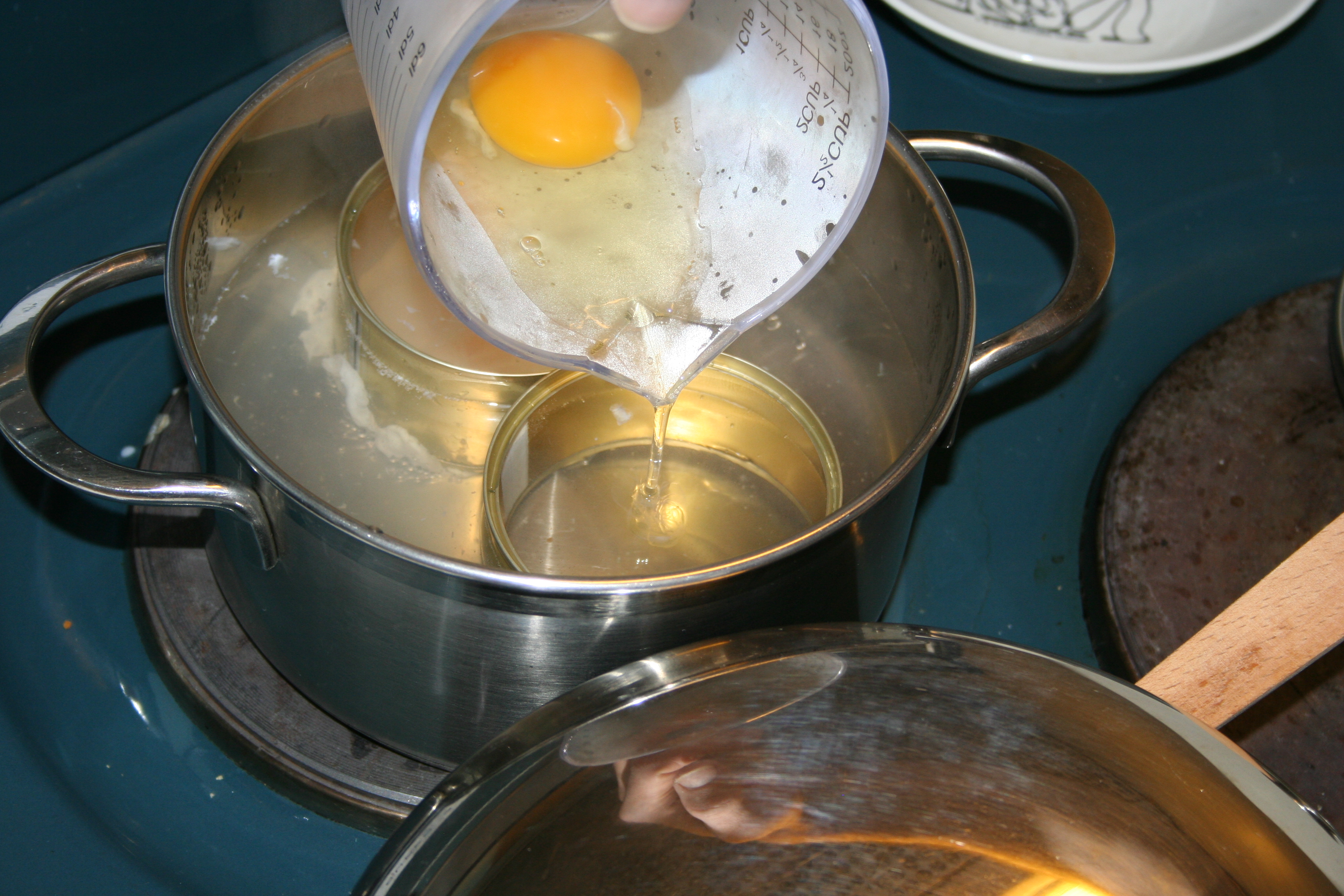
Œuf poché dans un moule.

Comme pour l'œuf à la coque, il est indispensable d'utiliser des œufs bien fraichement pondus. Le blanc de l'œuf frais reste bien autour du jaune. Ces œufs ne doivent pas sortir du réfrigérateur mais être à température ambiante.

### Cuisson

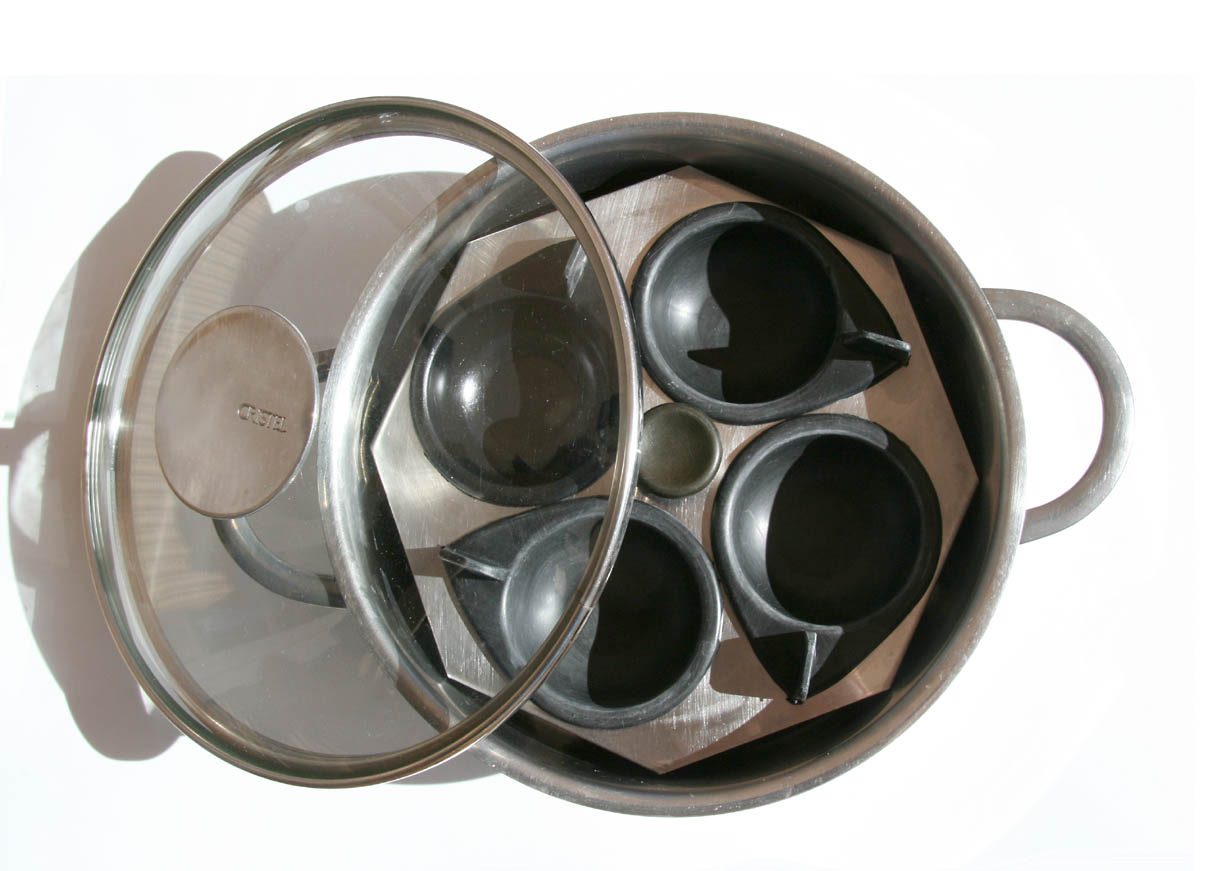
Pocheuse à œufs vapeur.

La cuisson peut se faire dans une casserole, avec un sac à pocher ou une pocheuse.
Pour la casserole, on choisit une grande casserole ou une sauteuse (ustensile idéal selon Lenôtre) dans laquelle on ne cuit pas plus de quatre œufs à la fois pour que l'eau reste bien chaude quand on y met les œufs. Le liquide ne doit pas bouillir pendant la cuisson. Les œufs sont cassés directement dans le liquide chaud ou dans un ramequin puis versés doucement. Le liquide de cuisson peut être de l'eau, du vin, du bouillon, du lait, de la crème, du consommé ou de la soupe, dans tous les cas on coupe le feu à ébullition pour réaliser une cuisson dans un liquide frémissant, casserole couverte ou à feu très doux. Si les œufs sont pochés à une température trop élevée le jaune devient dur et le blanc se disperse. L'eau à 85 °C donne des œufs avec une texture tendre et ferme.

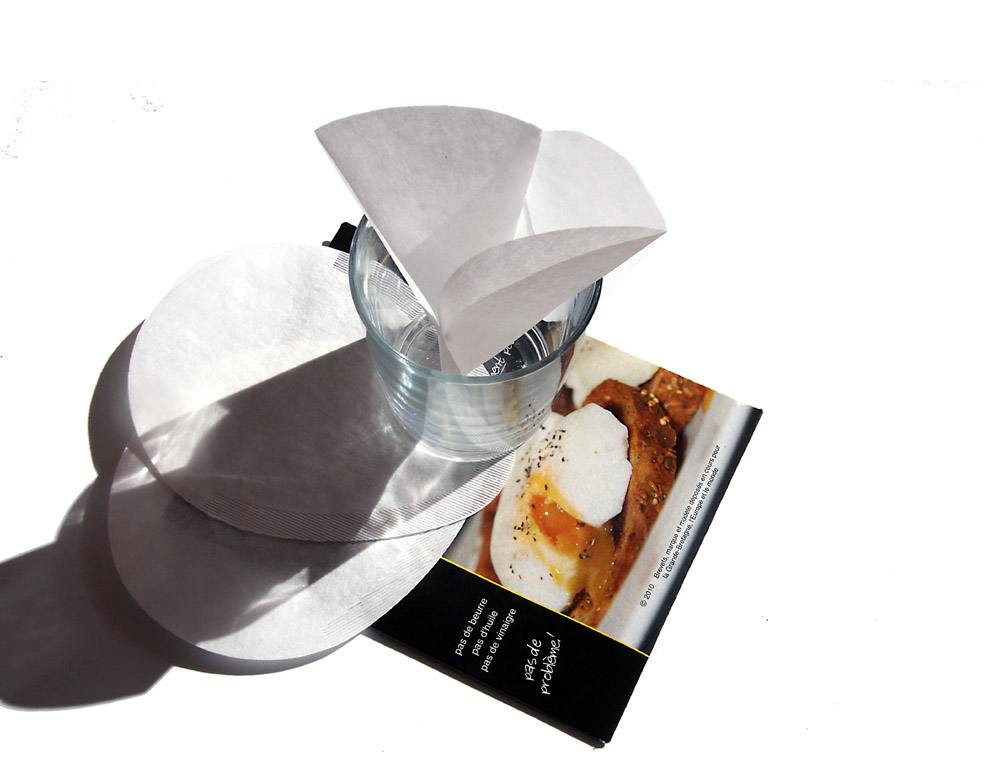
Sac de cuisson pour œuf poché.

On lit qu'il faut créer un tourbillon régulier de façon que l'œuf reste rassemblé, cette agitation n'est pas nécessaire avec des œufs bien frais. De même les auteurs diffèrent sur l'utilité du sel ou du vinaigre, certains les disent inutiles, d'autres mettent du vinaigre dans l'eau de cuisson mais pas de sel,. Le vinaigre accélère la coagulation des œufs d'après Gilles Charles (2009). Ebarber l'œuf en fin de cuisson.
Pour les sac à pocher, il existe divers pochoirs ou pocheuse à œufs en forme de poche, de cuillère, de moule, souvent en silicone ou en tamis d'acier avec couvercle silicone dans lesquels on casse l'œuf qui est maintenu une fois dans le liquide. Le blanc reste resserré autour du jaune. Les sachets à pocher les œufs coniques en papier renforcé permettent une cuisson facile avec un contact avec le liquide mais donnent des œufs curieux en forme de fond de sachet. Une poche de film alimentaire résistant à la chaleur et huilé évite de même la dispersion du blanc dans l'eau mais la cuisson se fait sans contact avec le liquide. Les pocheuses à œufs à moules individuels avec cuisson à la vapeur donnent des œufs pochés compacts mais sans contact entre l'œuf et le liquide de cuisson.
On lit 3 min pour la cuisson dans un liquide frémissant, l'œuf est cuit quand le blanc est opaque et le jaune translucide,. La cuisson au micro-ondes dans un récipient adapté est brève: 1 min 30,. Pauline Alphen (2007) suggère à propos des œufs pochés faits d'avance de les conserver dans leur eau de cuisson, au réfrigérateur. Elle les réchauffe au dernier moment, en les plongeant dans une casserole d'eau bien chaude mais pas bouillante. Lenôtre les conserve dans un saladier d'eau salée tiède.

## Recettes

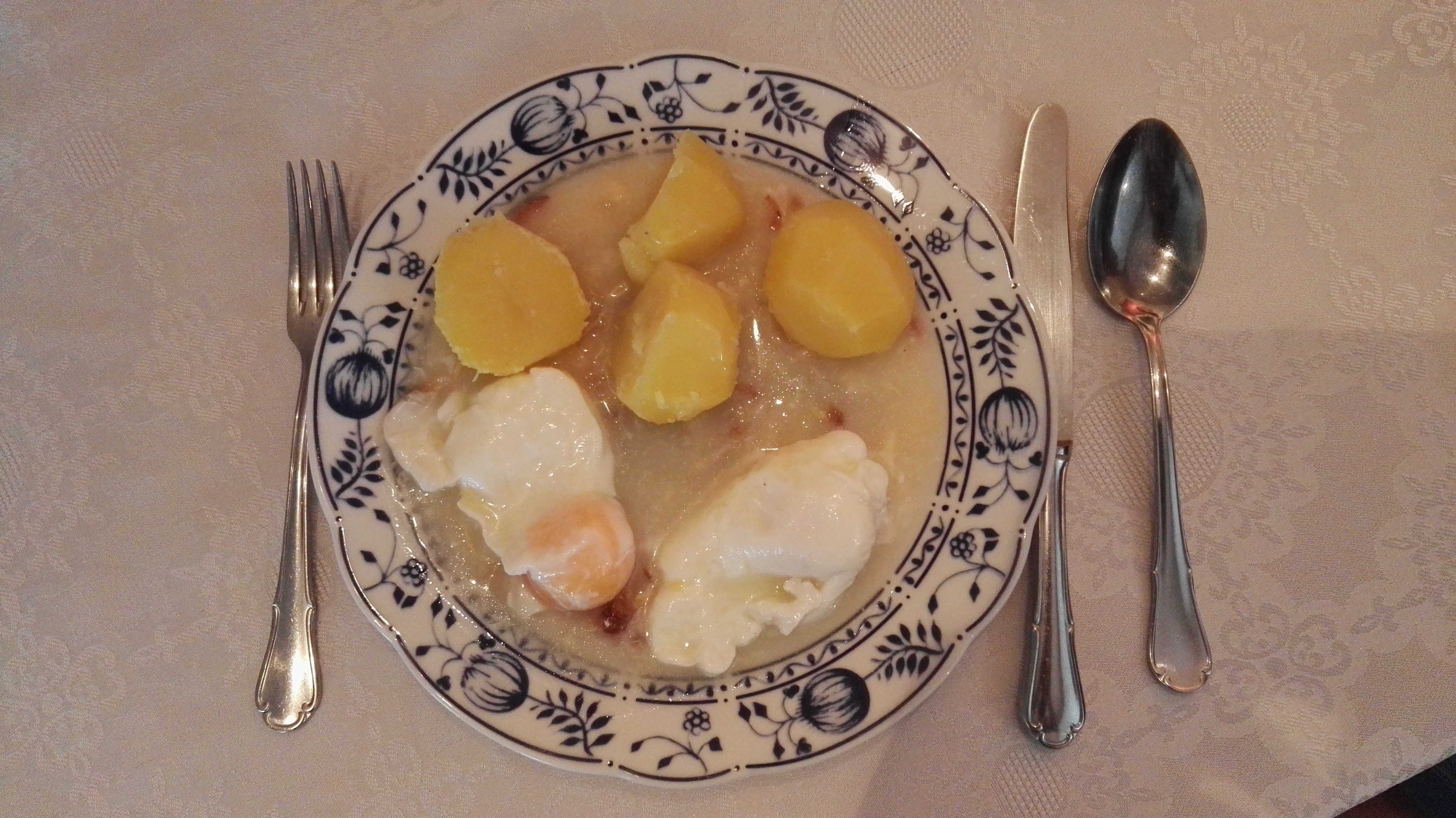
Œufs pochés au bouillon aigre-doux.

Gaston Lenôtre (1998) donne les œufs pochés modernes : « du Pré Catelan, du boulanger, Bressanne, à la Crécy, au yaourt, Honfleuraise, Niçoise, avec des macaronis, les pommes de terre aux œufs pochés, les croustades d’œufs poché. L'œuf poché au yaourt (yaourt, ail pilé, paprika, fines herbes en décoration) est «délicieux et diététique », Yves Lamontagne (2012) en actualise une version épicée.

### Œufs pochés en gelée
L'œuf en gelée, autrefois œuf à l'aspic, est un œuf poché. Gustave Garlin (1838) donne un Petits Aspics d’Œufs pochés aux Truffes. L'œuf poché froid Cultivateur est un œuf poché en gelée posé sur une salade de pomme de terre. A . Bautte donne de nombreuses variantes au homard, à la langouste.
Les œufs en chaud-froid étaient richement décorés dans la cuisine de palace: Œufs Richelieu (truffe, écrevisses, sauce chaud-froid), Rigolette (sauce chaud-froid à la purée de tomate), Chaud-froid d'œufs à la Salisbury sur salade de homard.

### Œufs pochés en garniture

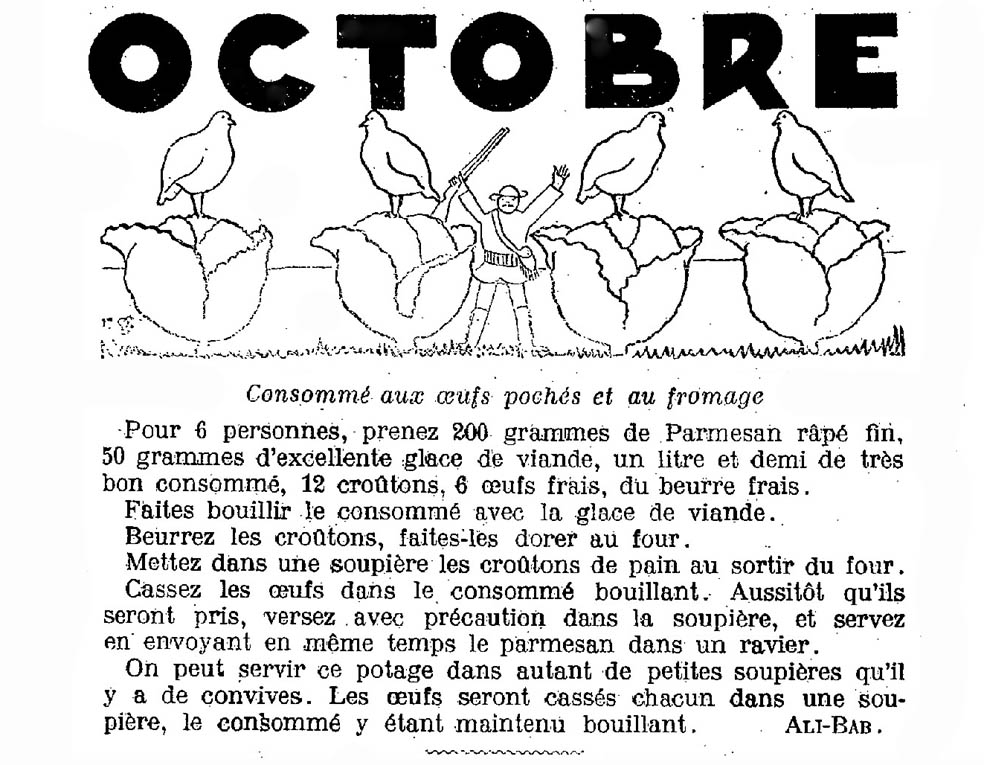
Consommé aux œufs pochés et au fromage (Ali-Bab, 1932).

Les œufs pochés tièdes ou froids garnissent les salades: frisée au lard, croutons et œuf poché, laitue, mâche, salade de tomates, de haricots verts, salade de chou et de haddock, les pissenlits, etc. Ils garnissent les soupes, les crèmes (crème de laitue, crème de potiron), le consommé (le plus souvent de volaille) aux œufs pochés est un potage classique de 1840 à 1950, Léon Souchay (1886) en donne la recette simplissime : « Mettez dans une soupière un bon consommé. Servez à part des œufs pochés », dans certaines recettes les œufs sont pochés dans le consommé. L'œuf poché dans une pomme de terre cuite dont la pulpe a été travaillée avec du beurre et remise en place est un œuf Parmentier.

### Œufs pochés en sauce

#### Œufs au jus
Les œufs au jus sont, dans la cuisine classique, des œufs pochés nappés d'un jus le plus souvent de viande (agneau, veau, perdreau, etc.), voir d'une essence (jus et extrait concentrés) de canard. Cette recette était commune et appréciée quand l'usage de la broche était généralisé et produisait des jus de cuisson qu'on dégraissait. On rencontre des versions où le jus est légèrement lié, et se rapproche d'une sauce. Jourdan Lecointe (1790) en donne une variante faite aux œufs mollets: « Pochez à l'eau des œufs bien frais; lorsqu'ils seront mollets. égouttez-les, ôtez-en la coquille et les servez sur un beau jus de veau bien clarifié et réduit. Hors-d'œuvre très sain et généralement estimé ». Louis XVI engloutissait 6 œufs au jus (accompagnés de 4 côtelettes, un poulet et une bouteille de Champagne) pour son petit déjeuner.

#### Aux sauces classiques

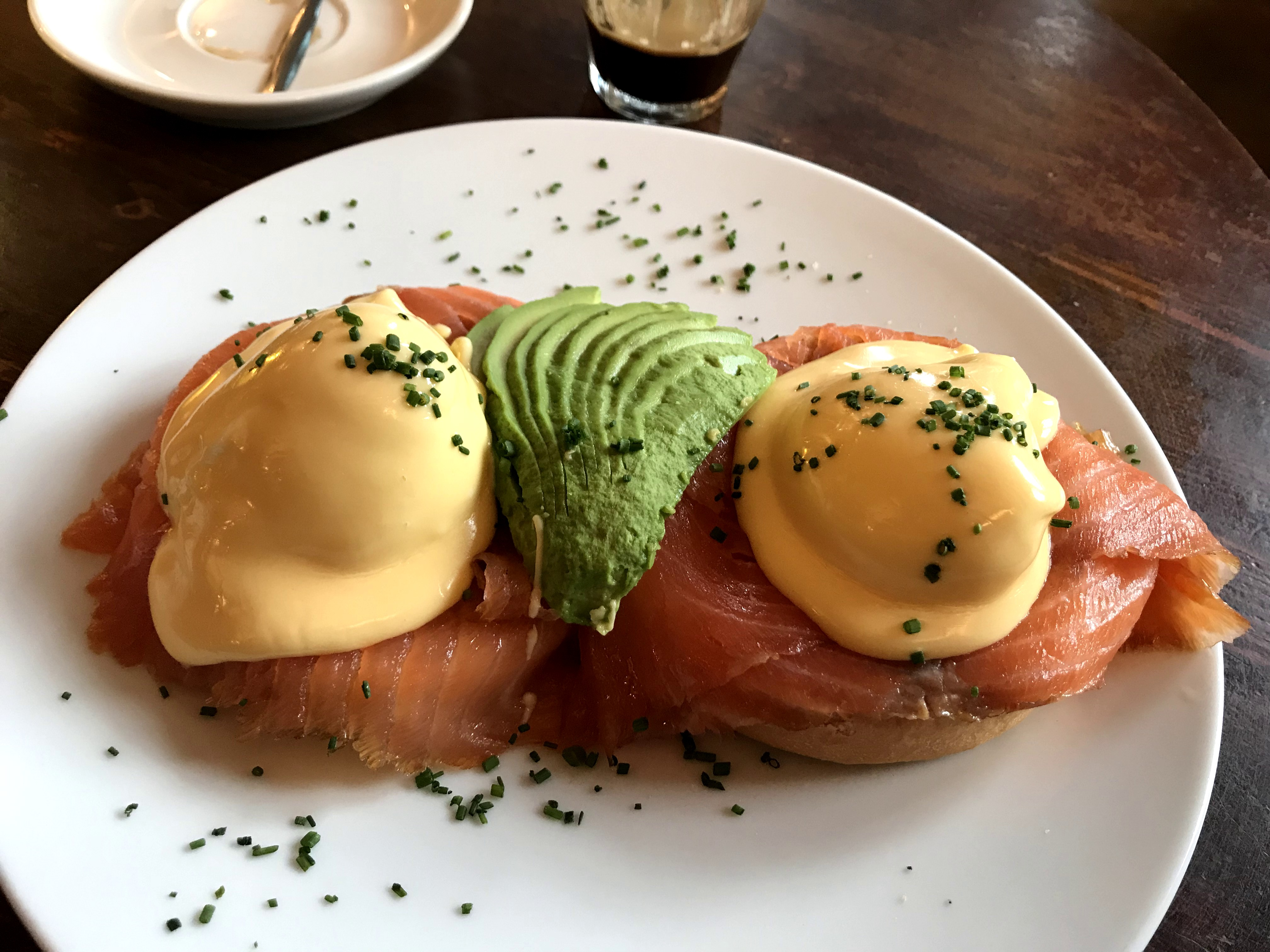
Œuf Benedict du petit-déjeuner américain, sur muffin avec saumon fumé et sauce hollandaise.

Les grands classiques en sauce chaude sont: Les œufs à la Crécy (une tranche de brioche grillée, une purée de pomme de terre et de carotte liée à la crème et muscadé sur laquelle on pose l'œuf), les œufs en meurette (poché dans le vin rouge sauce Meurette, avec variantes Bourguignonne ou en Matelote, à la Vigneronne (vin et champignons), à la Chablisienne (au Chablis), à la Bordelaise, à la Nivernaise (vin rouge et ail), les œufs pochés Florentine (épinards, et Béchamel) et sa forme louisianaise l'œuf Sardou (fond d'artichaut, épinard, sauce hollandaise), à l'américaine (avec tomate et lard), aux crevettes (crème fraiche vin de Xerez).
Tiède : les Œufs Bénédicte créés au Waldorf en 1892 (muffin, tranche de bacon frit, œuf poché, sauce hollandaise et estragon) ont conquis l'Amérique du Nord.
Le classique froid sur fond d'artichaut avec mayonnaise.

### Œufs pochés au fromage
L'œuf poché et le fromage connaissent de nombreuses combinaisons. L'œuf peut être posé au milieu d'un appareil chaud fromage fondu, crème, vin blanc; il se fait avec de l'Epoisse, du Soumaintrain, du Maroilles, du Bresse bleu, de Salers, de Roquefort, etc.,,, pour les fromages de France, au Parmesan Grana Padano en Italie, avec une Sauce Hollandaise au Gruyère en Suisse, sur des demi-muffins grillés gratinés de Cheddar râpé au Royaume-Uni. Dans le nord et au Royaume-Uni, l'appareil est remplace par du welsh à la bière et au cheddar, fondu sur une tranche de pain grillé sur lequel on pose l'œuf poché. Cet œuf poché sur toast est nommé œuf Roquefortais quand le toast est tartiné de Roquefort. L'œuf en gratin au fromage (avec ou sans béchamel) est une spécialité auvergnate (pays du Cantal). La version la plus simplifiée est l'œuf poché posé sur du Gruyère râpé fondu avec du beurre.

### Œufs pochés sucrés

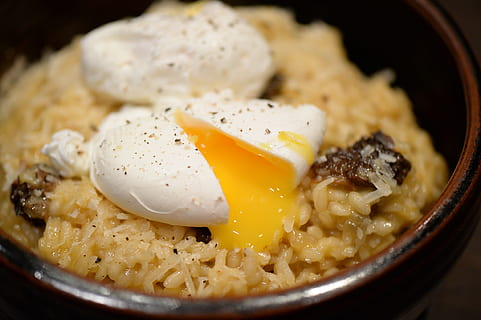
Œuf poché bien moulé sur risotto aux champignons.

Henri Duval (1842) donne les classiques Œufs pochés à la crème : « chauffer du lait sucré, dans lequel on casse les œufs ; lorsqu'on les a retirés pour les mettre égoutter, on ajoute au lait qui a déjà servi une ou deux pincées de farine, du sucre, quelques jaunes d'œufs délayés avec de l'eau de fleurs d'oranger, un peu d'huile fine, et l'on remet sur le feu pour lui donner de la consistance et en former une crème que l'on verse sur les œufs pochés ».